# Andrzej Odrowąż
Andrzej Odrowąż ze Sprowy (zm. 1 maja 1465 roku) – starosta generalny ruski w latach 1450-1464, starosta podolski, wojewoda ruski (1452–1465), wojewoda podolski (1456). Zarządca Sędziszowa Małopolskiego od 1455 roku. Założyciel Kościoła Bernardynów we Lwowie (1460). 
Był bratem Jana Odrowąża (zm. 1485) - wojewody podolskiego i ruskiego jednego ze znaczniejszych możnowładców małopolskich i Małgorzaty Odrowąż poślubionej przez Stanisława z Dynowa. 
Syn Piotra Odrowąża (zm. 6 września 1450 w bitwie pod Krasną koło Vaslui) - wojewody ruskiego, starosty lwowskiego, samborskiego i halickiego. 
Wnuk Dobiesława Odrowąża (zm. 1433) - podkomorzego ruskiego.
Żoną Andrzeja Odrowąża była księżniczka mazowiecka Anna Odrowąż.
W 1460 roku Andrzej Odrowąż ze Sprowy, wojewoda Rusi, dał wieś klasztorowi w Mogile. Zakonnicy jednak tę wieś zamienili na Opatkowice. Wojewoda wyprosił tę zamianę u króla  Kazimierza IV Jagiellończyka, pod warunkiem, że zakon będzie odprawiał co rok mszę świętą za dusze rodziców króla Kazimierza - Władysława i Zofii.  
W roku 1463 do Kamieńca pogranicznego na Rusi posłał król Andrzeja Odrowąża, który znakomicie wywiązał się z zadania poselskiego. 
Skonfliktowany ze szlachtą Rusi Czerwonej, która zarzucała mu i jego bratu Janowi w 300 pozwach wiele nadużyć, w związku z którymi razem z miastem Lwów zawiązała w grudniu 1464 roku konfederację przeciwko Odrowążom.
Bezpośrednio po śmierci Andrzeja Odrowąża powstał anonimowy wiersz w języku łacińskim O funesta dies nostri miserabilis evi, upamiętniający zmarłego.